# 基温·凯莱赫
基温·奥兰·凯莱赫（發音：[ˈkiːvʲiːnʲ ˈoːɾˠaːnˠ ˈkɛlɪhəɹ]；1998年11月23日—），是一名爱尔兰足球运动员，司职守門員，目前效力于英超球隊布伦特福德，代表爱尔兰国家足球队參加國際比賽。

## 俱乐部生涯
凯莱赫出身于爱尔兰林马洪流浪者（Ringmahon Rangers）青训，2015年加入利物浦青年军。2018年8月，他与利物浦签订了一份新合同。2019年欧冠决赛，他亦随队参加，但并未上场。
2019年9月25日，在英格兰足总杯第三轮对阵米尔顿凯恩斯的比赛中，凯莱赫首次代表利物浦一线队出战正式比赛，并帮助球队客场2-0取胜。
2020年12月1日，在欧冠小组赛对阵荷兰球队阿贾克斯的比赛中，由于主力门将阿利松受伤，凯莱赫首发登场，完成欧战首秀，并贡献出多次精彩扑救，帮助球队主场1-0击败对手。赛后凯莱赫当选本场最佳球员。2020年12月6日，凯莱赫再次獲得正選機會，並上演英超處子戰，最終利物浦在主場4-0大勝狼队。一系列亮眼表现让凯莱赫获得了利物浦主教练尤尔根·克洛普的信任，他也取代了阿德里安，成为阿利松的第一候补。2021年6月24日，凯莱赫与利物浦签下一份为期5年新的合同。
2022年2月27日的英格兰联赛杯决赛，利物浦对阵切尔西，凯莱赫首发出场。比赛最终拖入点球大战，前十轮双方弹无虚发；门将互射阶段，凯莱赫将皮球打入上角，而对方替补门将凯帕将球踢飞。凭借凯莱赫的进球，利物浦以11-10的总比分夺冠。
2024年2月25日，凱萊赫在英格蘭聯賽杯決賽對陣車路士的比賽中擔任門將，并作出了多次精彩的反射性撲救，力保大門不失。最終利物浦在加時階段118分鐘由范戴克以頭球攻入，幫助利物浦1-0奪冠。
2023/24和2024/25，凱萊赫在頭號門將阿利松因傷缺陣時代班，連續兩季把關10場英超龍門，為利物浦奪得隊史第二座英超冠軍（頂級聯賽第20冠）做出巨大貢獻。
2024/25，凱萊赫在英超第十二輪客場3-2戰勝南安普頓，以及歐冠聯賽階段第五輪主場2-0戰勝皇家馬德里，都成功撲出對手12碼，成為利物浦隊史第一個連續撲救兩次12碼的門將。
2025年6月3日，由於馬馬達什維利的報到，凱萊赫失去了二門位置，為了確保上場出賽，轉投另一英超球會布伦特福德。

## 国家队生涯
凯莱赫曾代表爱尔兰U17、U19和U21岁国家队参赛。2021年6月8日，他在爱尔兰与匈牙利的比赛中首次为成年国家队出战，最终爱尔兰0-0逼平对手。

## 个人生活
凯莱赫共有四位兄弟，其中一位兄长菲亚克·凯莱赫也是一名足球运动员，司职后卫；其余三位兄弟则从事板棍球运动。

## 职业生涯统计
最後更新：2022年3月29日

### 俱乐部
| 俱乐部       | 赛季         | 联赛         | 联赛 | 联赛 | 足总杯 | 足总杯 | 联赛杯 | 联赛杯 | 欧洲联赛 | 欧洲联赛 | 其它 | 其它 | 总计 | 总计 |
| 俱乐部       | 赛季         | 联赛         | 出场 | 进球 | 出场   | 进球   | 出场   | 进球   | 出场     | 进球     | 出场 | 进球 | 出场 | 进球 |
| ------------ | ------------ | ------------ | ---- | ---- | ------ | ------ | ------ | ------ | -------- | -------- | ---- | ---- | ---- | ---- |
| 利物浦       | 2018–19      | 英超联赛     | 0    | 0    | 0      | 0      | 0      | 0      | 0        | 0        | —    | —    | 0    | 0    |
| 利物浦       | 2019–20      | 英超联赛     | 0    | 0    | 1      | 0      | 3      | 0      | 0        | 0        | 0    | 0    | 4    | 0    |
| 利物浦       | 2020–21      | 英超联赛     | 2    | 0    | 1      | 0      | 0      | 0      | 2        | 2        | 0    | 0    | 5    | 0    |
| 利物浦       | 2021–22      | 英超联赛     | 2    | 0    | 2      | 0      | 4      | 0      | 0        | 0        | —    | —    | 8    | 0    |
| 总计         | 总计         | 总计         | 4    | 0    | 4      | 0      | 7      | 0      | 2        | 0        | 0    | 0    | 17   | 0    |
| 利物浦U21    | 2020–21      | —            | —    | —    | —      | —      | —      | —      | —        | —        | 1    | 0    | 1    | 0    |
| 职业生涯总计 | 职业生涯总计 | 职业生涯总计 | 4    | 0    | 4      | 0      | 7      | 0      | 2        | 0        | 1    | 0    | 18   | 0    |

1. ↑  欧洲冠军联赛。
2. ↑  英格兰足球联赛锦标赛。

### 国家队
| 国家队 | 年份 | 出场 | 进球 |
| ------ | ---- | ---- | ---- |
| 爱尔兰 | 2021 | 2    | 0    |
| 爱尔兰 | 2022 | 1    | 0    |
| 总计   | 总计 | 3    | 0    |

## 榮譽
利物浦
- 英格蘭超級足球聯賽冠軍：2019–20、2024－25
- 英格蘭聯賽盃冠军：2021–22、2023–24
- 英格蘭足總盃冠軍：2021–22
- 英格蘭社區盾冠軍：2022
- 歐洲冠軍聯賽冠軍： 2018–19
- 歐洲超級盃冠军：2019
- 俱樂部世界盃冠軍：2019

## 外部連結
- Soccerway資料庫：基温·凯莱赫
- Caoimhín Kelleher profile （页面存档备份，存于） at the Liverpool F.C. website